# Raión de Dúbrovka
El raión de Dúbrovka (ruso: Ду́бровский райо́н) es un distrito administrativo y municipal (raión) ruso perteneciente a la óblast de Briansk. Se ubica en el norte de la óblast. Su capital es Dúbrovka.
En 2021, el raión tenía una población de 16 541 habitantes.
El raión es limítrofe al noroeste con la óblast de Smolensk.

## Subdivisiones
Comprende el asentamiento de tipo urbano de Dúbrovka (la capital) y los asentamientos rurales de Aleshnia, Péklino, Rekovichi, Riabchi, Serguéyevka (con sede en Aléshinka) y Seshcha. Estas siete entidades locales suman un total de 113 localidades.